# Billy Houghton
Billy Houghton (sinh ngày 20 tháng 2 năm 1939 ở Hemsworth, Yorkshire) là một cựu cầu thủ bóng đá người Anh.  Trong suốt sự nghiệp ông có hơn 200 lần ra sân cho Barnsley, 139 lần cho Rotherham United, và hơn 100 lần Ipswich Town và 51 số liệu cho Watford. Bắt đầu từ Barnsley là một động tác chuyên nghiệp.